# Tunghuk
A tung-hu (kínaiul 东胡; pijin Dōnghú) nomád törzs vagy törzsszövetség volt Kína északkeleti részén, Mandzsúriában.
Mongólia uralkodó népe volt, amíg a Kr. e. 2. században le nem győzte a felemelkedő hsziungnu nép. Ezután két részre szakadtak: a hszien-pej és a vuhuan népre. A hszianbejektől eredtek a kitajok, akik a 10. században uralkodó dinasztiát hoztak
létre Kínában.